# Jacek Drosio
Jacek Drosio (ur. 16 maja 1965) – polski montażysta oraz producent filmowy.
Laureat Europejskiej Nagrody Filmowej, Polskiej Nagrody Filmowej Orzeł oraz Grand Prix Festiwalu Filmowego w Gdyni. Członek Polskiej Akademii Filmowej.

## Wybrana filmografia
jako producent:
- Body/Ciało (2015)
- Twarz (2018)

jako montażysta:
- Ono (2004)
- 33 sceny z życia (2008)
- Baby blues (2012)
- W imię... (2013)
- Body/Ciało (2015)
- Twarz (2018)
- Magnezja (2020)

## Wybrane nagrody
- 2009 – Polska Nagroda Filmowa, Orzeł za montaż filmu 33 sceny z życia
- 2015 – Europejska Nagroda Filmowa za montaż filmu Body/Ciało
- 2015 – Grand Prix Festiwalu Filmowego w Gdyni za film Body/Ciało (jako producent)
- 2016 – Polska Nagroda Filmowa, Orzeł za film Body/Ciało (jako producent)